# Anne de Rohan-Chabot
Anne Julie de Rohan-Chabot (1648 – Hôtel de Soubise, 4 febbraio 1709) è stata una nobile francese.
Membro del Casato di Rohan, fu la moglie del Principe di Soubise
Fu lei ad acquistare la signoria di Soubise per il ramo minore dei Rohan. Fu per un breve periodo amante di Luigi XIV. È talvolta chiamata Madame de Frontenay, per il fatto di essere Dama di Frontenay.

## Biografia
Nata da Henri Chabot e da sua moglie Marguerite de Rohan, era la terza di cinque figli. Il matrimonio dei suoi genitori aveva causato scandalo poiché Marguerite era una princesse étranger in quanto membro del Casato di Rohan. Ciò aveva costretto Luigi XIV ad emanare un decreto che permetteva a Marguerite de Rohan di sposare Henri e di continuare a detenere il suo alto rango a corte.
Alla sua famiglia fu permesso di assumere il nome di Rohan-Chabot, essendo i Rohan la sua famiglia materna.
Sua sorella minore Jeanne Pelagie de Rohan-Chabot sposò il Principe di Epinoy, il nonno materno di Luigi II di Melun, duca di Joyeuse e di Anne Julie de Melun, futura Principessa di Soubise.
Il 17 aprile 1663, la quindicenne Anne de Rohan-Chabot sposò François de Rohan. François era vedovo ed il figlio minore di Hercule de Rohan e di sua moglie Marie de Bretagne d'Avaugour. La sorellastra maggiore di François era Marie de Rohan, duchesse de Chevreuse, una figura chiave nella Fronda, che era all'apice della politica del tempo. Fu presentata a corte nel 1665.
Anne fu la Signora di Soubise per suo diritto. In quanto tale, al tempo del suo matrimonio, passò il titolo a suo marito. La coppia si designò come il Principe e la Principessa di Soubise, dopo il marzo 1667, con lettere patenti relative all'innalzamento di Soubise a principato. Anne fu anche Dame di Frontenay per proprio diritto.
Anne ricevette un'eccellente educazione per quel tempo.
Moglie devota da adolescente, fu una delle grandi bellezze dell'epoca. Nota come la Belle Florice, conservò la sua bellezza con una dieta molto rigida di pollo ed insalata, frutta, qualche alimento a base di latte, e acqua soltanto occasionalmente tinta di vino.
Si disse che Anne diventò l'amante a breve termine di Luigi XIV nel 1669, quando la corte stava soggiornando a Chambord, alla quale Anne era presente. A quel tempo, gli amori di Luigi erano dividi tra Louise de La Vallière e la sua futura succeditrice Madame de Montespan. A quel tempo, diede alla luce il suo secondogenito, Hercule Mériadec de Rohan (futuro Principe di Soubise ancora designato come duca di Rohan-Rohan).
Nel 1674 Anne diventò dame du palais della Regina Maria Teresa d'Asburgo, cinque mesi dopo partorì e fu ormai risaputo che il re e lei erano amanti. Partorì un altro figlio maschio, Armand Gaston Maximilien de Rohan, che si diceva fosse figlio naturale di Luigi XIV e non di Monsieur de Soubise. Si diceva anche che Armand aveva una stretta somiglianza col re. Suo marito diventò ricco velocemente.
Si dice che la coppia abbia rotto correttamente nel 1675, dopo solo sei anni. A quel tempo, Madame de Montespan si era già separata dal re.
François fu incaricato dell'acquisto dell'Hôtel de Guise dai fiduciari della defunta Duchessa di Guise. Acquistò la proprietà il 27 marzo 1700 e la rinominò Hôtel de Soubise. Morì ivi per le complicazioni successive a un raffreddore.

## Figli
- Anne Marguerite de Rohan, Badessa di Jouarre (5 agosto 1664 – 26 giugno 1721), nubile;
- Louis de Rohan, Principe di Rohan (11 marzo 1666 – 5 novembre 1689), celibe;
- Constance Emilie de Rohan (1667 – ?), sposò Joseph I Rodriguez Tellez da Camara ed ebbe figli;
- Hercule Mériadec de Rohan, Principe di Maubuisson, Duca di Rohan-Rohan (8 maggio 1669 – 26 gennaio 1749), sposò Anne Geneviève de Lévis, ebbe figli; sposò Marie Sophie de Courcillon, senza figli;
- Alexandre Meriadec de Rohan (19 luglio 1670 – 9 marzo 1687), senza figli;
- Henri Louis de Rohan, Chevalier de Rohan (4 gennaio 1672 – 30 luglio 1693), senza figli;
- Armand Gaston Maximilien de Rohan, Cardinal de Soubise (26 giugno 1674 – 19 luglio 1749), Grande elemosiniere di Francia, sospetto figlio di Luigi XIV, celibe;
- Sophronie-Pélagie de Rohan (2 luglio 1678 – ?), sposò Don Alphonso Francisco de Vasconcellos, ebbe figli;
- Éléonore Marie de Rohan, Badessa a Origny (25 agosto 1679 – 2 novembre 1753), senza figli;
- Maximilien Gaston de Rohan (1680 – 23 maggio 1706), morì nella Battaglia di Ramillies,[1] senza figli;
- Frederic Paul Malo de Rohan (1682), senza figli.

## Ascendenza
|                                          |                            |                                           | Genitori                                      |  |  | Nonni |  |  | Bisnonni                        |  |  | Trisnonni                      |  |
|                                          |                            |                                           |                                               |  |  |       |  |  | Léonor Chabot, barone di Jarnac |  |  | Guy I Chabot, barone di Jarnac |  |
|                                          |                            |                                           |                                               |  |  |       |  |  | Léonor Chabot, barone di Jarnac |  |  | Guy I Chabot, barone di Jarnac |  |
|                                          |                            | Louise de Pisseleu                        |                                               |  |  |       |  |  | Léonor Chabot, barone di Jarnac |  |  |                                |  |
| Charles Chabot, signore di Saint-Gelais  |                            |                                           |                                               |  |  |       |  |  | Léonor Chabot, barone di Jarnac |  |  |                                |  |
|                                          |                            | Marguerite de Durfort                     | Symphorien de Durfort, signora di Duras       |  |  |       |  |  |                                 |  |  |                                |  |
|                                          |                            | Marguerite de Durfort                     | Symphorien de Durfort, signora di Duras       |  |  |       |  |  |                                 |  |  |                                |  |
|                                          |                            | Marguerite de Durfort                     | Barbe Cauchon de Maupas                       |  |  |       |  |  |                                 |  |  |                                |  |
| Henri de Chabot, signore di Saint-Aulaye |                            | Marguerite de Durfort                     |                                               |  |  |       |  |  |                                 |  |  |                                |  |
|                                          |                            | Michel de Lur-Saluces, barone di Mussidan | Bertrand de Lur-Saluces, signore di Longa     |  |  |       |  |  |                                 |  |  |                                |  |
|                                          |                            | Michel de Lur-Saluces, barone di Mussidan | Bertrand de Lur-Saluces, signore di Longa     |  |  |       |  |  |                                 |  |  |                                |  |
|                                          |                            | Michel de Lur-Saluces, barone di Mussidan | Jeanne de Cardaillac                          |  |  |       |  |  |                                 |  |  |                                |  |
| Henriette de Lur-Saluces                 |                            | Michel de Lur-Saluces, barone di Mussidan |                                               |  |  |       |  |  |                                 |  |  |                                |  |
|                                          |                            | Marie Raguier d'Esternay                  | Jean Raguier, barone d'Esternay               |  |  |       |  |  |                                 |  |  |                                |  |
|                                          |                            | Marie Raguier d'Esternay                  | Jean Raguier, barone d'Esternay               |  |  |       |  |  |                                 |  |  |                                |  |
|                                          |                            | Marie Raguier d'Esternay                  | Marie de Béthune                              |  |  |       |  |  |                                 |  |  |                                |  |
| Anne de Rohan-Chabot                     |                            | Marie Raguier d'Esternay                  |                                               |  |  |       |  |  |                                 |  |  |                                |  |
|                                          | René II, visconte di Rohan | René I, visconte di Rohan                 |                                               |  |  |       |  |  |                                 |  |  |                                |  |
|                                          | René II, visconte di Rohan | René I, visconte di Rohan                 |                                               |  |  |       |  |  |                                 |  |  |                                |  |
|                                          | René II, visconte di Rohan | Isabeau de Navarre                        |                                               |  |  |       |  |  |                                 |  |  |                                |  |
| Henri II, duca di Rohan                  | René II, visconte di Rohan |                                           |                                               |  |  |       |  |  |                                 |  |  |                                |  |
|                                          |                            | Catherine de Parthenay                    | Jean V de Parthenay, signore di Soubise       |  |  |       |  |  |                                 |  |  |                                |  |
|                                          |                            | Catherine de Parthenay                    | Jean V de Parthenay, signore di Soubise       |  |  |       |  |  |                                 |  |  |                                |  |
|                                          |                            | Catherine de Parthenay                    | Antoinette Bouchard d'Aubeterre               |  |  |       |  |  |                                 |  |  |                                |  |
| Marguerite, duchessa di Rohan            |                            | Catherine de Parthenay                    |                                               |  |  |       |  |  |                                 |  |  |                                |  |
|                                          |                            | Maximilien I de Béthune, duca di Sully    | François I de Béthune, barone di Rosny e Baye |  |  |       |  |  |                                 |  |  |                                |  |
|                                          |                            | Maximilien I de Béthune, duca di Sully    | François I de Béthune, barone di Rosny e Baye |  |  |       |  |  |                                 |  |  |                                |  |
|                                          |                            | Maximilien I de Béthune, duca di Sully    | Charlotte Dauvet                              |  |  |       |  |  |                                 |  |  |                                |  |
| Marguerite de Béthune                    |                            | Maximilien I de Béthune, duca di Sully    |                                               |  |  |       |  |  |                                 |  |  |                                |  |
|                                          |                            | Rachel de Cochefilet                      | Jacques de Cochefilet, conte di Vaucelas      |  |  |       |  |  |                                 |  |  |                                |  |
|                                          |                            | Rachel de Cochefilet                      | Jacques de Cochefilet, conte di Vaucelas      |  |  |       |  |  |                                 |  |  |                                |  |
|                                          |                            | Rachel de Cochefilet                      | Marie Arbaleste                               |  |  |       |  |  |                                 |  |  |                                |  |
|                                          |                            | Rachel de Cochefilet                      |                                               |  |  |       |  |  |                                 |  |  |                                |  |